# Darja Klisjina
Darja Igorevna Klisjina (ryska: Дарья Игоревна Клишина), född 15 januari 1991 i Tver, är en rysk friidrottare som tävlar i längdhopp. 
Vid inomhus-EM i friidrott 2011 i Paris och vid inomhus-EM i friidrott 2013 i Göteborg vann hon guldmedaljen i längdhopp.
Klisjina tilläts att tävla i OS 2016 eftersom hon är bosatt i Florida i USA och regelbundet dopningstestats där. Hon skulle ha tävla som individuell idrottsutövare men fick av IOC tillstånd att representera Ryssland. Bara dagar före längdhoppskvalet blev Klisjina ändå portad från spelen sedan hon misstänkts för att ha manipulerat sina dopningsprov. Efter att ha överklagat IAAF:s beslut till idrottens skiljedomstol (Cas) tilläts hon dock som enda ryska friidrottaren att tävla i de olympiska spelen.